# Wauwil
Wauwil är en ort och kommun i distriktet Willisau i kantonen Luzern, Schweiz. Kommunen har 2 599 invånare (2023).